# Juan Antonio Reig Plà
Juan Antonio Reig Plà (ur. 7 lipca 1947 w Cocentaina) – hiszpański duchowny katolicki, biskup Alcalá de Henares w latach 2009–2022.

## Życiorys

### Prezbiterat
Święcenia kapłańskie otrzymał 8 lipca 1971 i został inkardynowany do archidiecezji walenckiej. Po dwuletnim stażu wikariuszowskim został prefektem seminarium w Walencji, zaś trzy lata później objął urząd jej rektora. W 1985 został wikariuszem biskupim dla rejonu Alcoy-Onteniente oraz proboszczem w Alcoy. Cztery lata później został kanonikiem katedry, zaś w 1990 otrzymał także nominację na delegata biskupiego ds. duszpasterstwa rodzin. Od 1994 był również wicerektorem walenckiego oddziału Instytutu Jana Pawła II dla Studiów nad Małżeństwem i Rodziną.

### Episkopat
22 lutego 1996 papież Jan Paweł II mianował go biskupem ordynariuszem diecezji Segorbe-Castellón. Sakry biskupiej udzielił mu 14 kwietnia 1996 w katedrze w Segorbe ówczesny nuncjusz w Hiszpanii - abp Lajos Kada.
24 września 2005 został przeniesiony do diecezji Kartagena (ingres odbył się 19 listopada 2005), a 7 marca 2009 ogłoszono jego nominację na biskupa Alcalá de Henares (ingres odbył się 25 kwietnia 2009). 21 września 2022 papież Franciszek przyjął jego rezygnację z pełnionego urzędu, złożoną ze względu na wiek.